# Isaac Étienne de Larue
Pour les articles homonymes, voir Larue.
Le chevalier Isaac Étienne de Larue (né le 4 janvier 1760 à Gouzon - mort le 13 août 1830 à Paris) est un homme politique français.

## Biographie
Il est, sous la Révolution, président du district de la Charité (Nièvre). Hostile aux idées nouvelles, il est élu, le 24 vendémiaire an IV, par 101 voix (206 votants) député de la Nièvre au Conseil des Cinq-Cents. Il fait partie, avec Pichegru et Willot, de la commission dite des inspecteurs. Son attitude contre-révolutionnaire le rend suspect au Directoire et il est arrêté lors des événements du 18 fructidor et déporté à la Guyane. Ayant réussi à s'évader (15 prairial an VI), il revient en France. Sous le gouvernement consulaire, ses relations avec Pichegru et surtout avec Hyde de Neuville, dont il a épousé la sœur, lui valent d'être mis en surveillance dans le département de la Nièvre. En revanche, la Restauration le comble de faveurs. Chevalier de la Légion d'honneur le 8 octobre 1814, et officier du même ordre le 21 août 1822, il est nommé maître des requêtes et garde général des archives du royaume. On a de lui une Histoire du 18 fructidor (1821). Son suicide, le 13 août 1830, est précipité par les événements de la Révolution de Juillet et la chute du régime.

## Mandats
- 16 octobre 1795 - 4 septembre 1797 : député de la Nièvre - Royaliste

## Ouvrages
- Histoire du dix-huit fructidor : la déportation des députés à la Guyane, leur évasion et leur retour en France, Plon, Paris, 1895
- Histoire du dix-huit fructidor ou Mémoires contenant la vérité sur les divers événemens qui se rattachent à cette conjuration, 1re partie, Demonville, Paris, 1821.
- Histoire du dix-huit fructidor ou Mémoires contenant la vérité sur les divers événemens qui se rattachent à cette conjuration, 2e partie, Demonville, Paris, 1821
- Voir aussi le site Manioc, dont un portrait de l'auteur extrait de l'édition de 1895 :

## Sources
- Lara Jennifer Moore, Restoring order, The Ecole des Chartes et the Organization of Archives and Libraries in France (1820-1870), Litwin Bookws Duluth, 2008, page 62.
- Dictionnaire des parlementaires français par Adolphe Robert, Edgar Bourloton et Gaston Cougny, tome 3, Fes-Lav, Bourloton éditeur, Paris, 1891.